# 奥莉·曼蒂拉

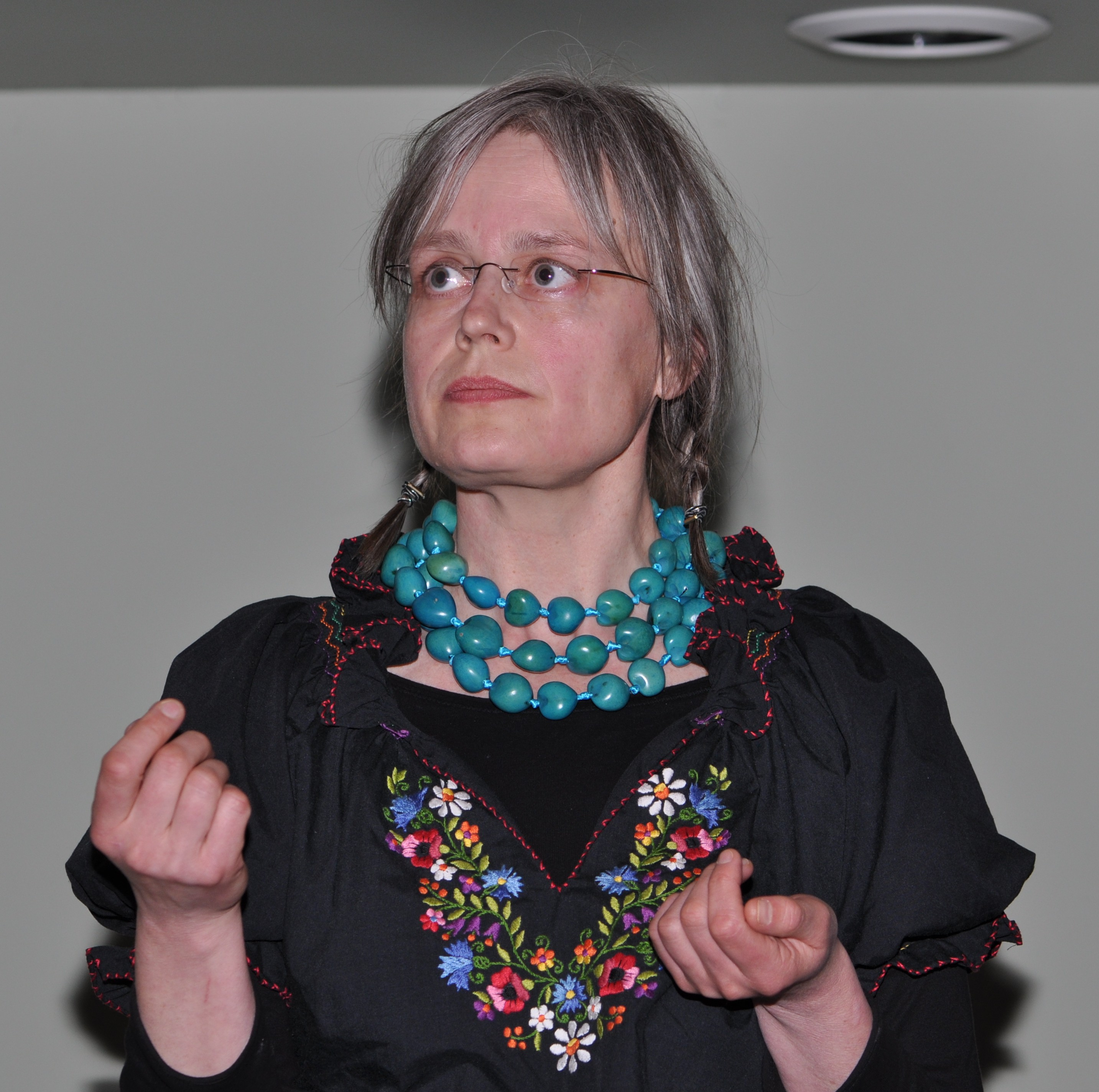
2009年的曼蒂拉

奥莉·曼蒂拉（芬蘭語：Auli Mantila，1964年5月27日—）是芬兰电影导演、作家、制片人和演员。

## 职业生涯
曼蒂拉执导的电影《收藏家》（1997），《恐惧的地理》（2000）以及《亨利吾友》（2004）最为人所知。此外，她还曾在尤霍·库奥斯马宁的电影《画商》（2010）中演出。2008年10月，她凭借导演电视连续剧《银箭》赢得了欧罗巴奖最佳剧集奖。曼蒂拉的第一本小说《麻雀》于2005年出版。她还为芬兰广播电台编剧和指导。
最初，曼蒂拉想成为一名教师，不久后便转向美术教育。近年来，她主要担任许多短片和纪录片的制片人和顾问。2011年，芬兰艺术理事会提名曼蒂拉为2012-2016年电影艺术的艺术教授。

## 人性
曼蒂拉表示，她作为导演的工作帮助她更加了解人性。通过工作，她还致力于帮助人们发挥自己的最大作用。

## 重要作品
- 《浆果》（1994）
- 《收藏家（英语：The Collector (1997 film)）》（1997）
- 《恐惧的地理》（2000）
- 《亨利吾友》（2004）
- 《单独》（2008）